# Zakk Wylde

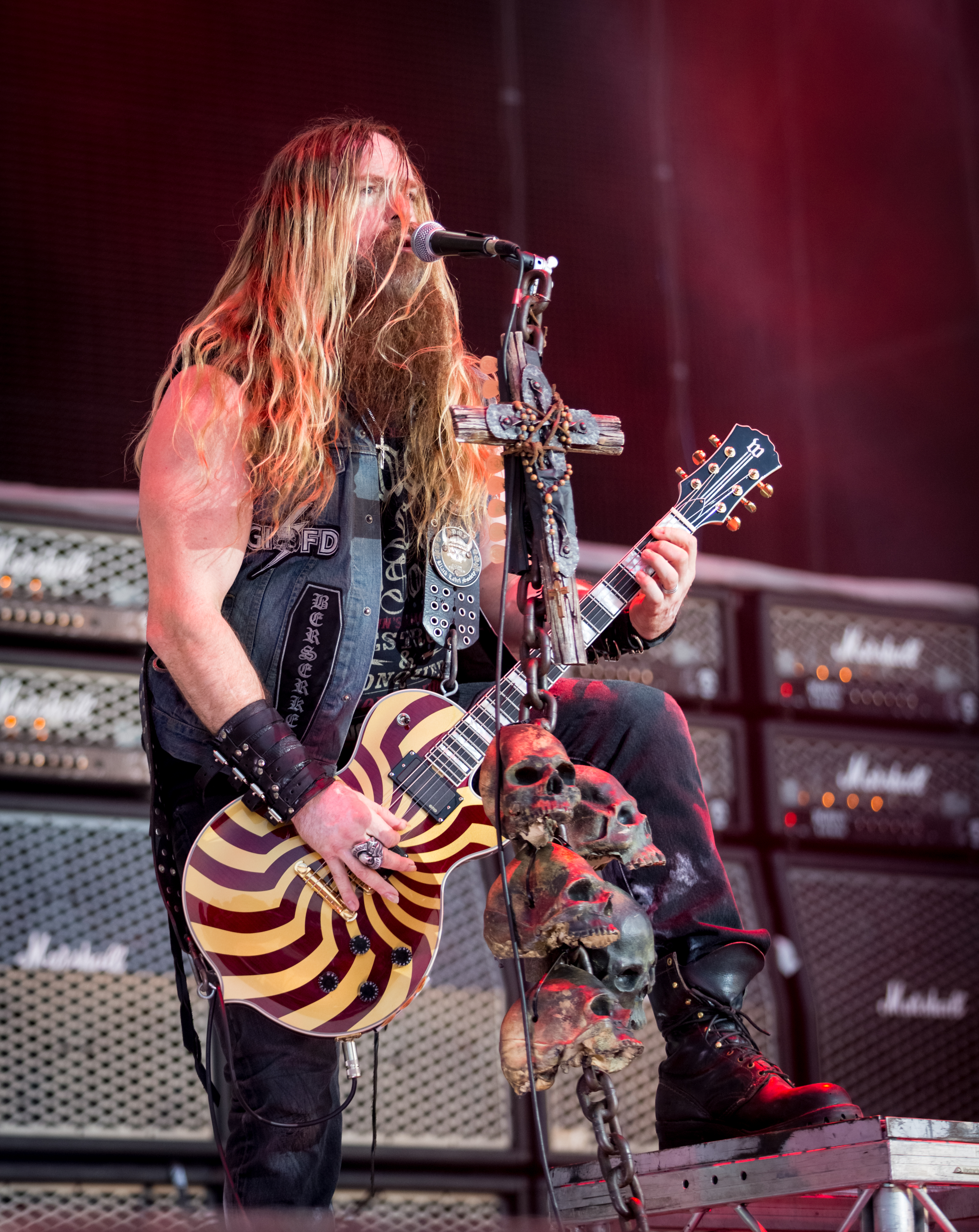
Wylde in 2015

Zakk Wylde of Jeffery Philip Wielandt (Bayonne (New Jersey), 14 januari 1967) is een Amerikaanse metalgitarist en zanger, bekend geworden door zijn soloprojecten en als gitarist bij Ozzy Osbourne en Black Label Society. 

## Loopbaan
In 1987 is voormalig Black Sabbath-zanger, Ozzy Osbourne, wederom op zoek naar een nieuwe gitarist voor zijn band nadat gitarist Randy Rhoads is komen te overlijden en opvolger Jake E. Lee, met wie hij twee platinum albums schreef en opnam, werd ontslagen. Na enkele audities is het de 20-jarige Zakk Wylde die zijn plaats mag in nemen. Wylde maakte zijn eerste Ozzy-album in 1988 "No Rest For The Wicked". Wylde is nu de voorman van de band Black Label Society. Daarnaast doet hij veel gastoptredens en maakt hij soloalbums waarvan vooral zijn album 'Book of Shadows', gevuld met akoestische nummers, het meest bekend is.
Zijn virtuositeit en karakteristieke stijl van spelen zorgde er al snel voor dat Wylde veel aandacht kreeg. Wylde combineert country-vingertechnieken met stevige metal en karakteriseert dit door in de ritmepartijen zijn gillende noten (door middel van pinch harmonics, flageoletten of boventonen) te verwerken.
In 2022 voegde Zakk Wylde zich, als vervanger van de in 2004 vermoorde Dimebag Darrel, bij Pantera voor hun reünietour.

## Uitrusting
Zakk Wylde is bekend om zijn gebruik van een Gibson Les Paul Custom. Zijn gitaren hebben vaak een "bulls-eye" paint (een ontwerp dat hij gebruikt om visueel onderscheid te maken van Randy Rhoads - die ook wordt geïdentificeerd door zijn witte Les Paul Custom). 
De "bulls-eye" paint job was oorspronkelijk bedoeld om op de spiraal uit Alfred Hitchcocks Vertigo te lijken, maar de gitaar was verkeerd geverfd en zo is de "Zakk Wylde bulls-eye" ontstaan.
Een van zijn favoriete on-stage gitaren is een replica van de Rhoads - Flying V.

## Discografie

### Solo
- Book of Shadows (1996)
- Acoustic Cowboy (1998)
- Kings of Damnation (Career Retrospective) (2005)
- Farewell Ballad
- Book of Shadows II (2016)

### Black Label Society (zang en gitaar)
- Sonic Brew (1999)
- Stronger Than Death (2000)
- Alcohol Fueled Brewtality Live (2001)
- 1919 Eternal (2002)
- The Blessed Hellride (2003)
- Boozed, Broozed, and Broken Boned (DVD) (2003) (Certified Platinum)
- Hangover Music Vol.VI (2004)
- Mafia (2005)
- Doom Troopin' the European Invasion live (DVD) (2006)
- Shot to Hell (2006)
- Skullage (2009)
- Order of the Black (2010)
- Catacombs of the Black Vatican (2014)

### Ozzy Osbourne
- No Rest for the Wicked (1988)
- Just Say Ozzy (1990)
- No More Tears (1991)
- Live & Loud (1993)
- Ozzmosis (1995)
- The Ozzman Cometh (1997)
- Down to Earth (2001)
- Live at Budokan (2002)
- Black Rain  (2007)

### Pride & Glory
- Pride & Glory (1994)

### Derek Sherinian
- Inertia (2001)
- Black Utopia (2003)
- Mythology (2004)
- Blood of the Snake (2006)
- Molecular Heinosity (2009)

### Gastoptredens
- Make a Difference: Stairway to Heaven / Highway to Hell (1989)
- Dweezil Zappa: Confessions (1991)
- LA Blues Authority (1991)
- Britny Fox: Bite Down Hard (1991)
- Guitars that Rule the World (1992)
- C.P.R (1992)
- Stevie Salas: The Electric Pow Wow (1993)
- Blackfoot: After the Reign (1994)
- Stairway to Heaven Tribute (1997)
- Carmine Appice's Guitar Zeus 2 (1997)
- Thunderbolt Tribute to AC/DC (1997)
- Hard Pressed - Nobuteura Mada (1997)
- Love: Tokma (1997)
- Merry Axemas Vol. 2 - More Guitars (1998)
- RE-SET - Marcy (1998)
- Humanary Stew: A Tribute to Alice Cooper (1999)
- Ozzfest 2001: The Second Millennium (2001)
- Rock Star Soundtrack (2001)
- Themes of Horror (2001)
- Ozzfest 2002 (2002)
- Gibson's 50th Anniversary (2002)
- Spirit Journey Formation Anniversary: Aqua Teen Hunger Force (2003)
- Damageplan: New Found Power (2004)
- Fozzy: All That Remains (2005)
- My Darkest Days: Pornstar Dancing (2010)
- Jasta: The Fearless Must Endure (2011)

## Trivia
- Zakk Wylde speelde in 2001 een rol als gitarist in de film Rock Star.
- Zakk Wylde leidt ook een tributeband van Black Sabbath genaamd Zakk Sabbath.

- Biblioteca Nacional de España: XX4710165
- Bibliothèque nationale de France: cb14055780c (data)
- Gemeinsame Normdatei: 134965957
- International Standard Name Identifier: 0000 0001 1561 6519
- Library of Congress Control Number: n91106662
- MusicBrainz: b109e75a-89d9-4fb2-843c-c0418b755d4c
- Nationale Bibliotheek van Tsjechië: js20020624019
- Nationale Bibliotheek van Polen: a0000002995571
- Nederlandse Thesaurus van Auteursnamen: 237875055
- Système universitaire de documentation: 162051360
- Virtual International Authority File: 19884066